# Imagineer
Imagineer Co., Ltd. (イマジニア株式会社 Imajinia kabushiki gaisha?) es una empresa japonesa. Son parte de la industria del contenido, y brindan contenido y servicios relacionados con personajes, juegos, educación y más.

## Historia
Imagineer Co., Ltd. se estableció el 27 de enero de 1986 (registrado el 1 de junio de 1977) en Shinjuku-ku, Tokio, con el objetivo de desarrollar, fabricar y vender software de juegos. Adquirieron los derechos para lanzar juegos en el extranjero en Japón, como SimCity, que publicaron para PC. También han trabajado con empresas como Sanrio Co., Ltd. en juegos con personajes populares como Hello Kitty.
Imagineer desarrolló la versión para Super Nintendo Entertainment System de Populous, habiendo adquirido los derechos de Les Edgar. En ese momento, la empresa estaba trabajando con Nintendo. Imagineer también publica la serie de juegos Medabots.
En 2016, Imagineer absorbió por completo su compañía subsidiaria de videojuegos, Rocket Company, fusionándose en una sola compañía.

## Videojuegos
| Título                                                 | Plataforma       | Fecha de lanzamiento     |
| ------------------------------------------------------ | ---------------- | ------------------------ |
| 3D Lemmings                                            | Sega Saturn      | 23 de agosto de 1996     |
| 99 Nendohan: Eitango Center 1500                       | Game Boy         | 10 de julio de 1998      |
| Atelier Elie GB                                        | Game Boy Color   | 08 de enero de 2000      |
| Atelier Marie GB                                       | Game Boy Color   | 08 de enero de 2000      |
| Bad Batsumaru                                          | Game Boy Color   | 10 de agosto de 2001     |
| Bardysh: Kromeford no Juunintachi                      | PC               | 24 de agosto de 1999     |
| The Battle of Olympus                                  | Family Computer  | 28 de marzo de 1988      |
| Big Mountain 2000                                      | Nintendo 64      | 26 de diciembre de 1998  |
| Bikkuriman 2000 Charging Card GB                       | Game Boy Color   | 10 de junio de 2000      |
| Chou-Kuukan Night Pro Yakyuu King                      | Nintendo 64      | 20 de diciembre de 1996  |
| Dear Daniel no Sweet Adventure: Kitty-Chan o Sagashite | Game Boy Color   | 19 de julio de 2000      |
| Doom                                                   | PC-9801          | 09 de diciembre de 1994  |
| Doom                                                   | Super Famicom    | 01 de marzo de 1996      |
| Elite                                                  | NES              | 1991                     |
| Fairy Kitty no Kaiun Jiten                             | Game Boy Color   | 11 de diciembre de 1998  |
| Fitness Boxing                                         | Nintendo Switch  | 20 de diciembre de 2018  |
| Fitness Boxing 2: Rhythm and Exercise                  | Nintendo Switch  | 03 de diciembre de 2020  |
| Galaxy Robo                                            | Super Famicom    | 11 de marzo de 1994      |
| GB Basketball                                          | Game Boy         | 19 de marzo de 1993      |
| Gessou! Dangun Racer Onsoku Buster: Dangun Tama        | Game Boy Color   | 12 de octubre de 2001    |
| G-O-D: Mezame yoto Yobu Koe ga Kikoe                   | Super Famicom    | 20 de diciembre de 1996  |
| GT 64: Championship Edition                            | Nintendo 64      | 30 de octubre de 1998    |
| Gudetama: Okawari Ikagassuka                           | Nintendo 3DS     | 08 de diciembre de 2016  |
| Hello Kitty no Magical Museum                          | Game Boy Color   | 28 de abril de 1999      |
| Hello Kitty no Beads Koubou                            | Game Boy Color   | 17 de julio de 1999      |
| Hello Kitty no Sweet Adventure: Daniel Kun ni Aitai    | Game Boy Color   | 19 de julio de 2000      |
| Hello Kitty to Dear Daniel no Dream Adventure          | Game Boy Color   | 14 de abril de 2001      |
| Hello Kitty Collection: Miracle Fashion Maker          | Game Boy Advance | 19 de octubre de 2001    |
| Hero Hero Kun                                          | Game Boy Color   | 09 de febrero de 2001    |
| Houkago in Beppin Jogakuin                             | Super Famicom    | 03 de febrero de 1995    |
| Isaki Shuugorou no Keiba Hisshou Gaku                  | Family Computer  | 20 de marzo de 1990      |
| Kanken Training 2                                      | Nintendo 3DS     | 20 de julio de 2017      |
| Kevin Keegan's Player Manager                          | SNES             | 1993                     |
| Kick Off                                               | NES              | 22 de julio de 1992      |
| Kiki & Lala's Twinkle Puzzle                           | iOS              | 12 de marzo de 2018      |
| Kiki & Lala's Twinkle Puzzle                           | Android          | 12 de marzo de 2018      |
| Las Vegas Dream 2                                      | PlayStation      | 28 de febrero de 1997    |
| Lemmings                                               | PC-9801          | 17 de diciembre de 1991  |
| Lemmings                                               | X68000           | 17 de abril de 1992      |
| Lemmings                                               | FM Towns         | 1992                     |
| Lemmings                                               | Game Boy         | 23 de septiembre de 1993 |
| Little Friends: Dogs & Cats                            | Nintendo Switch  | 06 de diciembre de 2018  |
| Lost Sword: Shichi Wareta Seiken                       | PlayStation      | 12 de marzo de 1998      |
| Medarot                                                | Game Boy         | 28 de noviembre de 1997  |
| Medarot Parts Collection                               | Game Boy         | 20 de marzo de 1998      |
| Medarot Parts Collection 2                             | Game Boy         | 29 de mayo de 1998       |
| Medarot: Perfect Edition                               | WonderSwan       | 04 de mayo de 1999       |
| Medarot 2                                              | Game Boy Color   | 23 de julio de 1999      |
| Medarot 2 Parts Collection                             | Game Boy Color   | 29 de octubre de 1999    |
| Medarot R                                              | PlayStation      | 25 de noviembre de 1999  |
| Medarot: Card Robottle                                 | Game Boy Color   | 10 de marzo de 2000      |
| Medarot R Parts Collection                             | PlayStation      | 16 de marzo de 2000      |
| Medarot 3                                              | Game Boy Color   | 23 de julio de 2000      |
| Medarot 3 Parts Collection: Z Kara no Chousenjou       | Game Boy Color   | 24 de noviembre de 2000  |
| Medarot 4                                              | Game Boy Color   | 23 de marzo de 2001      |
| Medarot Navi                                           | Game Boy Advance | 07 de septiembre de 2001 |
| Medarot 5: Susutake Mura no Tenkousei                  | Game Boy Color   | 14 de diciembre de 2001  |
| Shingata Medarot                                       | Game Boy Advance | 16 de diciembre de 2004  |
| Medarot Classics                                       | Nintendo 3DS     | 21 de diciembre de 2017  |
| Medarot S: Unlimited Nova                              | iOS              | 23 de enero de 2020      |
| Medarot S: Unlimited Nova                              | Android          | 23 de enero de 2020      |
| Medarot Classics Plus                                  | Nintendo Switch  | 12 de noviembre de 2020  |
| Mega-Lo-Mania                                          | X68000           | 19 de marzo de 1993      |
| Mega-Lo-Mania                                          | PC-9801          | 19 de marzo de 1993      |
| Mega-Lo-Mania                                          | FM Towns         | 1993                     |
| Mega-Lo-Mania                                          | Super Famicom    | 23 de julio de 1993      |
| Melty Lancer: Ginga Shoujo Keisatsu 2086               | PlayStation      | 22 de marzo de 1996      |
| Melty Lancer: Ginga Shoujo Keisatsu 2086               | Sega Saturn      | 13 de diciembre de 1996  |
| Melty Lancer: Re-inforce                               | PlayStation      | 04 de diciembre de 1997  |
| Melty Lancer: Re-inforce                               | Sega Saturn      | 21 de mayo de 1998       |
| Merriment Carrying Caravan                             | PlayStation      | 06 de agosto de 1998     |
| Might and Magic: Day of the Destroyer                  | PlayStation 2    | 06 de septiembre de 2001 |
| Mr. Do!                                                | Super Famicom    | 23 de julio de 1995      |
| Populous 2                                             | X68000           | 28 de agosto de 1992     |
| Populous 2                                             | Super Famicom    | 22 de enero de 1993      |
| Populous 2                                             | PC-9801          | 05 de febrero de 1993    |
| Populous 2                                             | FM Towns         | 1993                     |
| Populous Gaiden                                        | Game Boy         | 28 de mayo de 1993       |
| Power Monger                                           | X68000           | 25 de octubre de 1991    |
| Power Monger                                           | PC-9801          | 25 de octubre de 1991    |
| Power Monger                                           | FM Towns         | 1992                     |
| Power Monger                                           | Super Famicom    | 26 de marzo de 1993      |
| Pretty Fighter X                                       | Sega Saturn      | 16 de junio de 1995      |
| Quarantine                                             | 3DO              | 14 de septiembre de 1995 |
| Quest 64                                               | Nintendo 64      | 09 de julio de 1999      |
| Quest: Brian's Journey                                 | Game Boy Color   | 15 de enero de 2000      |
| Sanrio Time Net                                        | Game Boy Color   | 27 de noviembre de 1998  |
| Sanrio Uranai Party                                    | Game Boy         | 05 de diciembre de 1997  |
| Shikakei Atama o Kore Kusuru: Joushiki no Ka           |                  |                          |
| Shikakei Atama o Kore Kusuru: Kanji no Tatsujin        |                  |                          |
| Shikakei Atama o Kore Kusuru: Keisan no Tatsujin       |                  |                          |
| Shikakei Atama o Kore Kusuru: Nanmon no Ka             |                  |                          |
| Shikakei Atama o Kore Kusuru: Zukei no Tatsujin        |                  |                          |
| SimCity 2000                                           | PC-9801          | 1994                     |
| SimCity Jr.                                            | Super Famicom    | 26 de julio de 1996      |
| SimCity                                                | PC-9801          | 07 de septiembre de 1990 |
| SimCity                                                | X68000           | 07 de septiembre de 1990 |
| SimEarth                                               | PC-9801          | 06 de septiembre de 1991 |
| SimEarth                                               | FM Towns         | 1991                     |
| SimEarth                                               | Super Famicom    | 29 de diciembre de 1991  |
| SimEarth                                               | X68000           | 29 de mayo de 1992       |
| Spacenet: Cosmo Red                                    |                  |                          |
| Sumikko Gurashi: Puzzling Ways                         | iOS              | 12 de julio de 2016      |
| Sumikko Gurashi: Puzzling Ways                         | Android          | 12 de julio de 2016      |
| Sumi Sumi: Matching Puzzle                             | iOS              | 31 de enero de 2018      |
| Sumi Sumi: Matching Puzzle                             | Android          | 31 de enero de 2018      |
| Super Euro Soccer 2000                                 | Dreamcast        | 06 de abril de 2000      |
| Super Loopz                                            |                  |                          |
| Super Turrican                                         | NES              | 1992                     |
| Super Wrestle Angels                                   | Super Famicom    | 16 de diciembre de 1994  |
| Suzuki Alstare Extreme Racing                          |                  |                          |
| Rilakkuma Farm                                         | iOS              | 18 de agosto de 2019     |
| Rilakkuma Farm                                         | Android          | 18 de agosto de 2019     |
| Rilakkuma na Mainichi                                  | Game Boy Advance | 28 de abril de 2005      |
| Tsume Shogi Hyakuban Shoubu                            |                  |                          |
| Virtual Open Tennis                                    | Sega Saturn      | 27 de octubre de 1995    |
| Virtuoso                                               |                  |                          |
| Wetrix GB                                              | Nintendo 64      | 27 de noviembre de 1998  |
| Wetrix GB                                              | Game Boy Color   | 29 de octubre de 1999    |
| Wolfenstein 3D                                         |                  |                          |